# کن باور
کن باور (انگلیسی: Ken Bower; ۱۸ مارس ۱۹۲۶ – اوت ۲۰۰۲ (۷۶ ساله)) بازیکن فوتبال اهل بریتانیا بود.
از باشگاه‌هایی که در آن بازی کرده‌است می‌توان به باشگاه فوتبال روترهام یونایتد و باشگاه فوتبال دارلینگتون اشاره کرد.